# Станиша Пауновић (пјевач)
Станиша Пауновић (Хомољац, Бата Стаки) био је српски пјевач и извођач влашке народне музике. Сматра се једним од највећих извођача влашке музике, те га стога називају и бардом влашке народне музике, краљем влашке пјесме. Магистар је правних наука и познати адвокат из Кучева. Такође је члан Националног савјета влашке националне мањине.

## Биографија
Родом је из села Турија, које се налази у општини Кучево, у источној Србији.
Станиша Пауновић је рођен 1947. године у радничко-сељачкој породици, у селу Турија код Кучева. Отац Јоца био је ковачки радник и носилац Ордена рада са сребрним вијенцем. Мајка је била домаћица, сељанка. Дјед и баба такође су били сељаци. Дјед Стојимир свирао је фрулу, а фрулу је такође свирао и Станишин стриц Драгољуб, који је погинуо у Босни у Другом свјетском рату. Баба Веселија је лијепо пјевала готово до краја живота и Станиша Пауновић сматра да његов таленат потиче од његове бабе. Од свог дједа наслиједио је дудук, а наслиједио је и таленат за свирање овог инструмента. Као дијете од оца је на поклон за свој десети рођендан добио хармонику. Након тога је почео свирати, усавршавајући се на новим хармоникама које му је отац куповао.
Школовање је започео у Кучеву, а наставио у Нишу, гдје је уписао правни факултет. На факултет је отишао након што је одслужио војску. Након прве године студија, због одличног успјеха, од општине Кучево добија стипендију и прима је уредно до краја школовања. Током студирања, био је члан КУД-а Оро из Ниша.
У току школовања зарађивао је свирајући и пјевајући. Први јавни пјевачки наступ имао је у трећем разреду средње школе, за Дан младости, када је извео пјесму на српском језику Са јаблана црвен листић пао. У Нишу је упознао Душана Ђорђевића Мраморца, који је запазио вокалне способности Станише Пауновића. У јесен 1969. почели су вјежбати како би Станиша могао снимити плочу и вјежбали су око два мјесеца. Са музичким материјалом снимљеним на траци отишли су у тадашњи Београд диск, гдје их је примио директор Драгутин Пресбургер. Када је Пресбургер чуо да Станиша зна пјевати влашки, затражио је да се сниме влашке пјесме. Након тога се Станиша враћа у Кучево и од културног радника Воје Марјановића, иначе брата по оцу Ђорђа Марјановића, добија траке са пјесмама са Хомољских мотива. Станиша је изабрао четири пјесме и са тим пјесмама је отишао у Београд диск, гдје 16. јануара 1970. снима своју прву плочу. Правни факултет је завршио 1973. године, након чега се враћа у Кучево гдје обавља различите функције из области правне струке.

## Естрадна каријера и дискографија
Своју прву плочу издао је под именом Станиша Пауновић Хомољац 1970. године. Плочу је снимио за продукцијску кућу Београд диск (од 1981. носи назив Југодиск). Плоча је носила ознаку ЕБК-0131, а на њој су се нашле четири изворне влашке пјесме: М'ндра мја (Mĭndra mea – Лијепа моја), Бите, Бите (Bită, Bită – Бито, Бито), Доруље, доруље (Dorule, dorule – Жалости, жалости) и Оф, Љана мја (Of, Leana mea – Оф, Љано моја, која се још зове и Кукурудз ку пана 'н сус – Порастао кукуруз). За исту кућу у мају 1971. године издао је сингл-плочу (ознака СБК-0061) под називом Изворјел ку апа решје (Izvorel cu apă rece – Изворчић са хладном водом), са истоименом пјесмом и пјесмом Хајде, Љана ла појана (Haide Leana La Poiană – Дођи, Љано, на пропланак). За Београд диск 1972. године издаје сингл (ознака СБК-0180) под називом Ма душ'и асар'н сат (Ma Dusâi Asrâ-n Sat – Прођох синоћ селом), са истоименом пјесмом и пјесмом Дуор мујкица мја (Dor Muichita Mea – Жељан сам те, мајчице моја/Недостајеш ми, мајко). Музику за обје ове пјесме написао је Станиша Пауновић.
Станиша Пауновић 1973. године прелази у дискографску кућу ПГП РТБ и издаје плочу под ознаком С 10169. На овој плочи се издвајају пјесме Пре ваље ла ваље (Тамо у долини) и Дунере, Дунере (Дунаве, Дунаве). Са Живкицом Лазаревић је 1975. године снимио дует, односно сингл (ознака С 10319) на којем су се налазиле пјесме Дем м'ндруцо гура тја (Дај ми, драга, уста твоја), за коју је снимљен и спот, и Фаћамаш привигиторе (Ја бих била славуј). У новембру 1976. године за ПГП РТБ је издао и сингл (ознака С 10435) са пјесмама Јо пљекај пре друм де дор (Jo pljekaj pră drum dă dor – Идем на жељени пут) и Баће в'нту дала Крајина (Baće vintu dala Kraina – Пири вјетар од Крајине). Средином 1970-их ПГП РТБ издаје му плочу под називом Влашке песме (ознака ЕП 1187). Једна од пјесама на овој плочи је и Трекуј асаре ла шине (Кад сам синоћ пошао да вечерам). Популарне су и његове пјесме Јо мис бађа д'н Хомољ (Ја сам момак из Хомоља), Фрунзе галбине д'н виње (Пожутјело лишће) и К'нћику лу мика (Кратка балада). Године 1979, изашла је његова сингл-плоча са пјесмама Ну ћи ћеме пују мјеу (Nu ći ćeme puju mieu – Не бој се, пиле моје) и Дајка Гицо фа (Dajka Gico fa – Гицо, драга дјевојко), коју је издала дискографска кућа ПГП РТБ (ознака С 10594).
За ПГП РТБ издао је 1982. године ЛП плочу Аша фост шји тата мјеу (Aša fost šî tata meu). Ова плоча имала је десет пјесама: на А страни – Аша фост шји тата мјеу (Aša fost šî tata meu – Такав је био и мој отац), Фрунза верде руг инћинс (Frunza verde rug înćins – Лист зелени од купине), Мис дус мујка јо д'парће (Mis dus mujka jo dîparće – Далеко сам сада, мајко), Сара буна фе мујере (Sara bună fă mujere – Добро вече, жено моја) и Шје мја фост м'ј драг пе лумје (Še mja fost măj drag pe lume – Било ми је најдраже на свијету), те на Б страни – Јеш м'друцо ла падуре (Ješ mîdruco la pădure – Дођи, драга, до шумице), М'ндра мја дила Мајдан (Mîndra mia dîla Majdan – Драга моја из Мајданпека), Фоје верђе камарару (Foje verdje kamararu – Зазелењело лишће), Зорилор, сурорилор (Zorilor surorilor – Зорице, сестрице) и Скоће мума турта (Skoće mumă turta – Дај, мајко, погачу). На овом албуму Станиша Пауновић био је аутор пјесама Аша фост шји тата мјеу, Сара буна фе мујере и М'ндра мја дила Мајдан.
Сем на влашком, Пауновић је снимио и неколико пјесама на српском језику, међу којима су познате шаљиве пјесме Ето, тако патим ја и Ожених се, заробих се.
Током 1970-их, на таласима Радио Бора Станиша Пауновић је био најслушанији пјевач. У то доба посебно је била слушана његова пјесма посвећена Дунаву Дунере, Дунере (Дунаве, Дунаве).
Током 1980-их, за своје дотадашње пјесме, направио је низ видео-спотова. 
За јубилеј од 25 година рада издао је албум под називом Краљ влашке песме Станиша Пауновић – Ла Рум'њ д'н Србије.
За издавачку кућу Видеомелос из Оштреља код Бора издао је албум под називом Станиша Пауновић Бата Стаки – Влашке песме, са 19 пјесама, које је Пауновић компоновао и музички аранжирао. Те пјесме су: 01. Спуњем бала, спуњем драга (Spunjem bélé spunjem dragé – Кажи мила, кажи драга), 02. Ин падуре ла Горњана (Ín padure la Gornjana – У Горњанској шуми), 03. Бајаћеј с'ма аскултак (Bajácéj sá ma askultac – Слушао сам дјечака), 04. Фраћи мјеи ши сурори (Frací mjej ší surori – Браћо моја, сестре моје), 05. Георгице, копил прост (Georgicé kopil prost – Ђурђице, будаласто дијете), 06. Са пус дусмањи пре Србије (Sa pus dusmanji pré Srbije – Српским душманима), 07. Јо мис бајат дила сат (Jo mis bajat dila sat – Ја сам момак са села), 08. Бајату тајки (Bajatu tajki – Татина момчина), 09. М'ндруца Буфана (Míndruca Bufaná – Буфанка дјевојка), 10. Ла Рум'њ д'н Србије (La Rumínj din Srbije – Влах из Србије), 11. Боћезу (Boćezu – Крштење), 12. Доа дајке јубеск (Doa dajké jubesk – Двије драге љубим ја), 13. К'нћику лу јепураш (Kínćiku lu jepuraš – Балада о зецу), 14. Пинтру ћиње Марије (Píntru ćinje Marije – Због млађане Марије), 15. Auljik ši jar ljik, 16. К'нћику лу ај бециј (Kínćiku lu aj becíj – Балада о пијаници), 17. Мерже нунта пре ста сат (Meržé nunta pré sta sat – Кроза село иду сватови), 18. Ма дук мујке ин аргације (Ma duk mujké ín argacije – Одох, мајко, надничити) и 19. Дајка д'н ћињерјаца (Dajka din ćinjeraca – Упорна драга).
Током 1990-их, 2000-их и 2010-их прави неколико спотова за пјесме на влашком и српском језику, како за оне пјесме из његовог личног репертоара, тако и за влашке и српске народне пјесме или пјесме компоноване у традиционалном стилу.
Поред тога што је познат као пјевач, Станиша Пауновић је познат и као рецитатор и на својим наступима често рецитује поезију.
Осим дискографских издања које има иза себе, Станиша Пауновић је чест гост на свадбеним весељима и крштењима у влашким селима. Исто тако учествује и на приредбама које организују српска културноумјетничка друштва исељеника из источне Србије.
Такође је учесник бројних фестивала који популаризују влашку културу у Србији. Осим низа фестивала 14. децембра 2010. био је гост на концерту легендарног фрулаша Тихомира Пауновића, а у оквиру циклуса Музичка традиција „Портрет једног свирача“, циклуса концерата које организује РТС, као и на бројним другим манифестацијама.
Често наступа и на телевизији, гдје изводи влашке народне пјесме.
Иако је соло пјевач, има неколико истакнутих дуетских пјесама, а и на својим наступима запјева у дуету. Свакако је познат његов већ споменути дует са Живкицом Лазаревић (Милетић), са којом је снимио и плочу. Са Горданом Гоцом Стојићевић отпјевао је народну пјесму Ту ну врјеи ракије с' бјеи (Не желим пити ракије). Ова пјесма нашла се и на албуму Добро дошли, пријатељи, који је Гордана Стојићевић издала за ПГП РТС 2003. године.

## Пословна каријера
Станиша Пауновић је магистар правних наука и познати кучевски адвокат. Његова адвокатска канцеларија налази се у центру Кучева. Правни факултет је завршио у Нишу 1973. године, након чега се вратио у родно Кучево, гдје је на мјесту судијског приправника и судије радио до пред крај 1976. године, када га распоређују на мјесто секретара Скупштине општине Кучево. На том положају остаје до краја 1977. Након тога је постављен на положај јавног правобраниоца и шефа службе правне помоћи у општини Кучево. Након тога почео се бавити адвокатуром. Магистарску тезу под називом Врсте заступништва одбранио је на Правном факултету Универзитета у Нишу 2008. године. Обим рада који је урадио износио је 133 странице, а у комисији за одбрану магистарског рада била је и професор Раденка Цветић. Члан је Адвокатске коморе Србије (АКС), а 2007. године, на 6. сједници Управног одбора Коморе, изабран је у Комисију за Закон о адвокатури.
Поред адвокатуре, Станиша Пауновић се бави и научним радом и објављује научне радове у специјализованим часописима.

## Политичка каријера и политичка увјерења
Овај пјевач и адвокат активан је и у политичком животу Србије. Приликом избора за Национални савјет влашке националне мањине 2010. године, налазио се на листи Заједнице Влаха Србије, чији је носилац био Предраг Балашевић. Пауновић се на листи налазио на редном броју пет. Ова листа је на изборима добила 27,93% гласова и освојила је седам мандата. Међу седам припадника ове листе који су изабрани у Национални савјет влашке националне мањине нашао се и Станиша Пауновић.
У једној емисији на Телевизији Звижд из Кучева Станиша Пауновић је у прољеће 2010. године одговарао о својим политичким ставовима и свом политичком ангажовању. Као мотив да прихвати понуду да буде на листи Заједнице Влаха Србије, навео је да Влашку демократску странку Србије, коју предводи Предраг Балашевић, сматра најозбиљније организованом политичком снагом у Србији која ради на искреној еманципацији влашког живља. Сматра "да више није могуће потискивати друге етничке групације и тежити ка некој њиховој асимилацији", и додаје да се "у Србији процес асимилације Влаха мора зауставити". Такође, наводи да би влашку омладину, на плану музике, требало вратити на оно што је аутентично влашко.
Што се тиче проблема одласка младих из родног краја, он мисли да ће се стварањем прихватљивих услова млади почети враћати у свој завичај.
У вези са проблемом румунизације каже: "Та румунизација је измишљена ствар, срачуната на етикетирање ове опције која се искрено залаже за влашку ствар. (...) Ја бих замолио све људе који су укључени у овај посао који управо радим, да напусте тај појам румунизације. Нећемо се ми румунизирати, али не желимо ни да се србизујемо. Желимо да се заустави та асимилација влашког живља у српски живаљ. Србија остаје наша отаџбина, вољена наша земља. Ми смо одавде, ми смо домороци (...) и ми остајемо овде. Наши су очеви, дедови, прадедови, чукундедови гинули за ову груду и она је наша, и довиђења!"
У вези са влашким језиком и сродношћу Влаха и Румуна има сљедеће мишљење: "Нама, да бисмо се даље културно еманциповали и уздигли, да наше културно изражавање не буде само у песми, у оној игри са оним шубаретинама и у оној нашој влашкој народној ношњи, која је понекад чак и комична, (...) ми на првом месту треба да имамо свој језик. Ја сам за то да српски језик и даље остане службени језик у Републици Србији, али се залажем за то да се наш, влашки језик верификује, стандардизује и да буде признат језик, и да ми смемо, на свим тим нашим манифестацијама, и културним и политичким, да наступимо на свом језику. (...) Ми се са Румунима, са којима ја тврдим да смо један исти народ ... Били су они један период времена код нас, ишли смо и ми тамо, ишао сам и ја, певао сам на весељима тамо у Румунији и коначно и стекао уверење да смо ми један народ, али да је политика поставила Дунав за међу међу нама, па су се они тамо надаље развијали, а ми овамо стагнирали, па чак и назадовали, заостајали. Дакле, ја се залажем да имамо и ми умне главе и чак, рекао бих, да их имамо и међу лингвистима који су кадри да тај наш језик, за сада тај обични језик, којим се ми служимо у обичном говору, да га мало осавремене, при чему не видим ништа лоше да се користи за неку базу, за неку основу, и румунски језик, као (језик) народа нама веома сличног. Ја не видим да је то нешто толико страшно."
На једном скупу у Кучеву 2010. године изјавио је: "Ми волимо Србију и зато се просто најежим кад чујем како нам лепе неке етикете да смо ми за некакву румунизацију. Постоји Румунија, постоје Румуни у тој Румунији, али ми смо Румуни из Србије – Власи. То смо били и то ћемо остати."

## Породични живот
Станиша Пауновић је ожењен и има сина Оливер Пауновић. Свој музички таленат пренио је на сина, којем је купио прву хармонику још прије основне школе. Прва хармоника коју је Станиша купио сину била је са клавијатуром, а након што је Оливер почео свирати, ишао је на подучавање код познатог хармоникаша Слободана Божиновића. Након тога промијенио је хармонику, те је почео свирати дугмарицу, коју га је поучавао чувени кучевски хармоникаш Велизар Матушић, а након њега и Драгиша Пауновић. Подуку у свирању Оливер је завршио у Пожаревцу, код чувене хармоникашке породице Животић, тј. код Синише Животића, сина Витомира Животића.
По мишљењу Станише Пауновића његов син Оливер га најбоље прати приликом његових интерпретација изворног мелоса. Оливер Пауновић често прати оца на његовим бројним наступима.